# Giuseppe Archinto
Giuseppe kardinal Archinto, italijanski rimskokatoliški duhovnik, škof in kardinal, * 7. maj 1651, Milano, † 9. april 1712.

## Življenjepis
18. marca 1686 je bil imenovan za naslovnega nadškofa Tesalonike in 22. aprila istega leta za apostolskega nuncija.
Med 13. januarjem 1696 in avgustom 1700 je bil apostolski nuncij v Španiji.
18. maja 1699 je bil imenovan za nadškofa Milana.
14. novembra 1699 je bil povzdignjen v kardinala in 14. marca 1701 je bil postavljen za kardinal-duhovnika S. Prisca.